# Herb Vigran
Herb Vigran (Cincinnati, Estados Unidos; 5 de junio de 1910-Los Ángeles Estados Unidos, 29 de noviembre de 1986) fue un actor estadounidense de carácter, activo en Hollywood desde la década de 1930 a la de 1980. A lo largo de más de 50 años de carrera actuó en más de 350 producciones televisivas y cinematográficas.

## Biografía
Su nombre completo era Herbert Vigran, y nació en Cincinnati, Ohio, aunque su familia se mudó a Fort Wayne, Indiana, cuando él tenía 16 años de edad. Obtuvo su título de Bachelor of Laws en la Universidad de Indiana, pero posteriormente escogió dedicarse a la actuación.
Con el nombre de Herbert Vigran fue actor teatral en el circuito de Broadway en tres obras representadas entre 1935 y 1938.
Después se pasó a Hollywood, sin dinero y con su experiencia en Broadway como único bagaje. En 1939 el agente de Vigran le consiguió un primer papel en el drama radiofónico Silver Theatre. Después participó en shows radiofóncios similares de Jack Benny, Bob Hope, Lucille Ball y Jimmy Durante.
Más adelante hizo varios centenares de actuaciones en shows televisivos como Las aventuras de Superman (seis episodios), Dragnet 1951 (once episodios), Yo amo a Lucy (cuatro entregas), The Adventures of Ozzie and Harriet (siete), The Dick Van Dyke Show (tres), Perry Mason (dos episodios), Dragnet 1967 (siete), Petticoat Junction (una entrega en 1969), y The Brady Bunch (dos episodios). Uno de los papeles recurrentes de Vigran fue el del Juez Brooker en Gunsmoke entre 1970 y 1975. Entre los muchos papeles interpretados por Vigran, abundaban los personajes como policías, jueces, miembros de jurados, camareros, vecinos, tenderos y otros similares.
Vigran tuvo un pequeño pero significativo papel en la película de Charlie Chaplin Monsieur Verdoux (1947), el de un reportero que entrevista a Chaplin cuando el personaje principal aguarda la ejecución. La cinta de 1954 White Christmas, protagonizada por Bing Crosby y Danny Kaye, tuvo a Vigran con el papel de Novello, propietario de un nightclub.
En la película dedicada al rock and roll Go, Johnny, Go (1959), Vigran era el ayudante del promotor Alan Freed, entablando escena de diálogos con la leyenda del rock Chuck Berry.
En 1952, Vigran se casó con Belle Pasternack, con la que tuvo dos hijos.
Activo hasta el momento de su muerte, Herb Vigran falleció a causa de complicaciones de un cáncer el 29 de noviembre de 1986, en el Centro Médico Cedars-Sinai de Los Ángeles, California. Sus restos fueron incinerados.

## Teatro
- 13 de octubre de 1935 – octubre de 1935 : Achilles Had a Heel
- 27 de abril de 1936 – junio de 1936: Cyrano de Bergerac
- 20 de febrero de 1937 – 8 de enero de 1938 : Having a Wonderful Time

## Radio
- 1939 : Silver Theatre
- 1942-? : Those We Love
- 1946 : The Sad Sack
- 1946–1949 : The Eddie Cantor Show
- 1947–1952 : California Caravan
- 1948 : The Damon Runyon Theatre
- 1949–1953 : Papá lo sabe todo
- 1949–1954 : Broadway Is My Beat
- 1950–1952 : The Halls of Ivy
- 1950–1951 : Tales of the Texas Rangers
- 1953–1954 : Family Skeleton
- 1979–1981 : Sears Radio Theater

## Cine
- 1934 : Happy Landing
- 1934 : Redhead
- 1935 : The Mystery Man
- 1935 : Behind the Green Lights
- 1935 : Vagabond Lady
- 1935 : Ladies Crave Excitement
- 1935 : Death from a Distance
- 1935 : Make a Million
- 1935 : Skybound
- 1935 : Cappy Ricks Returns
- 1936 : Wash Your Step
- 1939 : Those High Grey Walls
- 1940 : It All Came True
- 1940 : Grandpa Goes to Town
- 1940 : Two Girls on Broadway
- 1940 : Hold That Woman!
- 1940 : Cross-Country Romance
- 1940 : Scatterbrain
- 1940 : The Secret Seven
- 1940 : Stranger on the Third Floor
- 1940 : The Golden Fleecing
- 1940 : I'm Still Alive
- 1940 : Dancing on a Dime
- 1940 : Behind the News
- 1941 : City of Missing Girls
- 1941 : Country Fair
- 1941 : Redhead
- 1941 : Million Dollar Baby
- 1941 : Murder by Invitation
- 1941 : Reg'lar Fellers
- 1941 : New York Town
- 1941 : Who's a Dummy?
- 1942 : Anillos en sus dedos
- 1942 : Night in New Orleans
- 1942 : Pardon My Sarong
- 1942 : Secrets of a Co-Ed
- 1942 : The Payoff
- 1942 : The Great Gildersleeve
- 1942 : Secrets of the Underground
- 1943 : It Ain't Hay
- 1943 : Dr. Gillespie's Criminal Case
- 1943 : Danger! Women at Work
- 1943 : Nobody's Darling
- 1943 : Sleepy Lagoon
- 1943 : Sweet Rosie O'Grady
- 1943 : The Ghost Ship
- 1946 : Her Adventurous Night
- 1947 : Monsieur Verdoux
- 1947 : The Burning Cross
- 1948 : Joe Palooka in Fighting Mad
- 1948 : All My Sons
- 1948 : The Noose Hangs High
- 1948 : Hazard
- 1948 : Texas, Brooklyn and Heaven
- 1949 : The Judge
- 1949 : House of Strangers
- 1949 : Red, Hot and Blue
- 1949 : Tell It to the Judge
- 1949 : And Baby Makes Three
- 1950 : Side Street
- 1950 : The Damned Don't Cry!
- 1950 : Mister 880
- 1950 : Let's Dance
- 1950 : Mrs. O'Malley and Mr. Malone
- 1950 : Hunt the Man Down
- 1950 : Charlie's Haunt
- 1951 : Three Guys Named Mike
- 1951 : Abbott and Costello Meet the Invisible Man
- 1951 : Bedtime for Bonzo
- 1951 : Half Angel
- 1951 : Appointment with Danger
- 1951 : Night Into Morning
- 1951 : No Questions Asked
- 1951 : Iron Man
- 1951 : Behave Yourself!
- 1951 : The Racket
- 1952 : Oklahoma Annie
- 1952 : Aaron Slick from Punkin Crick
- 1952 : Just Across the Street
- 1952 : O. Henry's Full House
- 1952 : The Rose Bowl Story
- 1952 : Just for You
- 1952 : Somebody Loves Me
- 1952 : The Star
- 1953 : Never Wave at a WAC
- 1953 : The Girl Next Door
- 1953 : Roar of the Crowd
- 1953 : The Band Wagon
- 1953 : So This Is Love
- 1953 : Let's Do It Again
- 1953 : So Big
- 1953 : Walking My Baby Back Home
- 1953 : The Long, Long Trailer
- 1954 : Lucky Me
- 1954 : Susan Slept Here
- 1954 : Return from the Sea
- 1954 : Dragnet
- 1954 : White Christmas
- 1954 : So You're Taking in a Roomer
- 1954 : So You Want to Know Your Relatives
- 1954 : Veinte mil leguas de viaje submarino
- 1955 : Las Vegas Shakedown
- 1955 : Not as a Stranger
- 1955 : It's Always Fair Weather
- 1955 : The McConnell Story
- 1955 : Illegal
- 1955 : Bobby Ware Is Missing
- 1955 : Last of the Desperados
- 1955 : I Died a Thousand Times
- 1955 : Good Morning, Miss Dove
- 1955 : Hell on Frisco Bay
- 1955 : At Gunpoint
- 1956 : World Without End
- 1956 : Our Miss Brooks
- 1956 : Hilda Crane
- 1956 : That Certain Feeling
- 1956 : Three for Jamie Dawn
- 1956 : A Cry in the Night
- 1956 : These Wilder Years
- 1956 : The Boss
- 1956 : Calling Homicide
- 1956 : You Can't Run Away from It
- 1956 : The Girl Can't Help It
- 1957 : Public Pigeon No. One
- 1957 : The Midnight Story
- 1957 : The Vampire
- 1957 : Un sombrero lleno de lluvia
- 1957 : Gunsight Ridge
- 1957 : The Wayward Girl
- 1957 : The Helen Morgan Story
- 1958 : The Notorious Mr. Monks
- 1958 : The Case Against Brooklyn
- 1958 : The Cry Baby Killer
- 1958 : The Gun Runners
- 1958 : Party Girl
- 1959 : These Thousand Hills
- 1959 : Plunderers of Painted Flats
- 1959 : Go, Johnny, Go!
- 1960 : Tall Story
- 1960 : The Fugitive Kind
- 1960 : Suena el teléfono
- 1961 : The Errand Boy
- 1961 : What's My Lion?
- 1962 : Period of Adjustment
- 1962 : Gypsy
- 1964 : The Brass Bottle
- 1964 : The Unsinkable Molly Brown
- 1964 : The Candidate
- 1964 : Send Me No Flowers
- 1965 : That Funny Feeling
- 1967 : The Three Faces of Stanley
- 1967 : Eight on the Lam
- 1967 : The Reluctant Astronaut
- 1968 : Did You Hear the One About the Traveling Saleslady?
- 1968 : Blackbeard's Ghost
- 1968 : The Love Bug
- 1970 : Which Way to the Front?
- 1971 : The Day of the Wolves
- 1971 : The Barefoot Executive
- 1971 : Support Your Local Gunfighter
- 1972 : Cancel My Reservation
- 1973 : Charlotte's Web
- 1974 : How to Seduce a Woman
- 1974 : Herbie Rides Again
- 1974 : Benji
- 1975 : Murph the Surf
- 1976 : Hawmps!
- 1976 : Un candidato muy peludo
- 1978 : Every Girl Should Have One
- 1980 : The Happy Hooker Goes Hollywood
- 1980 : Airplane!
- 1980 : Getting Wasted
- 1981 : First Monday in October
- 1985 : Starchaser: The Legend of Orin
- 1987 : Amazon Women on the Moon